# Wiadukt im. Stanisława Markiewicza w Warszawie

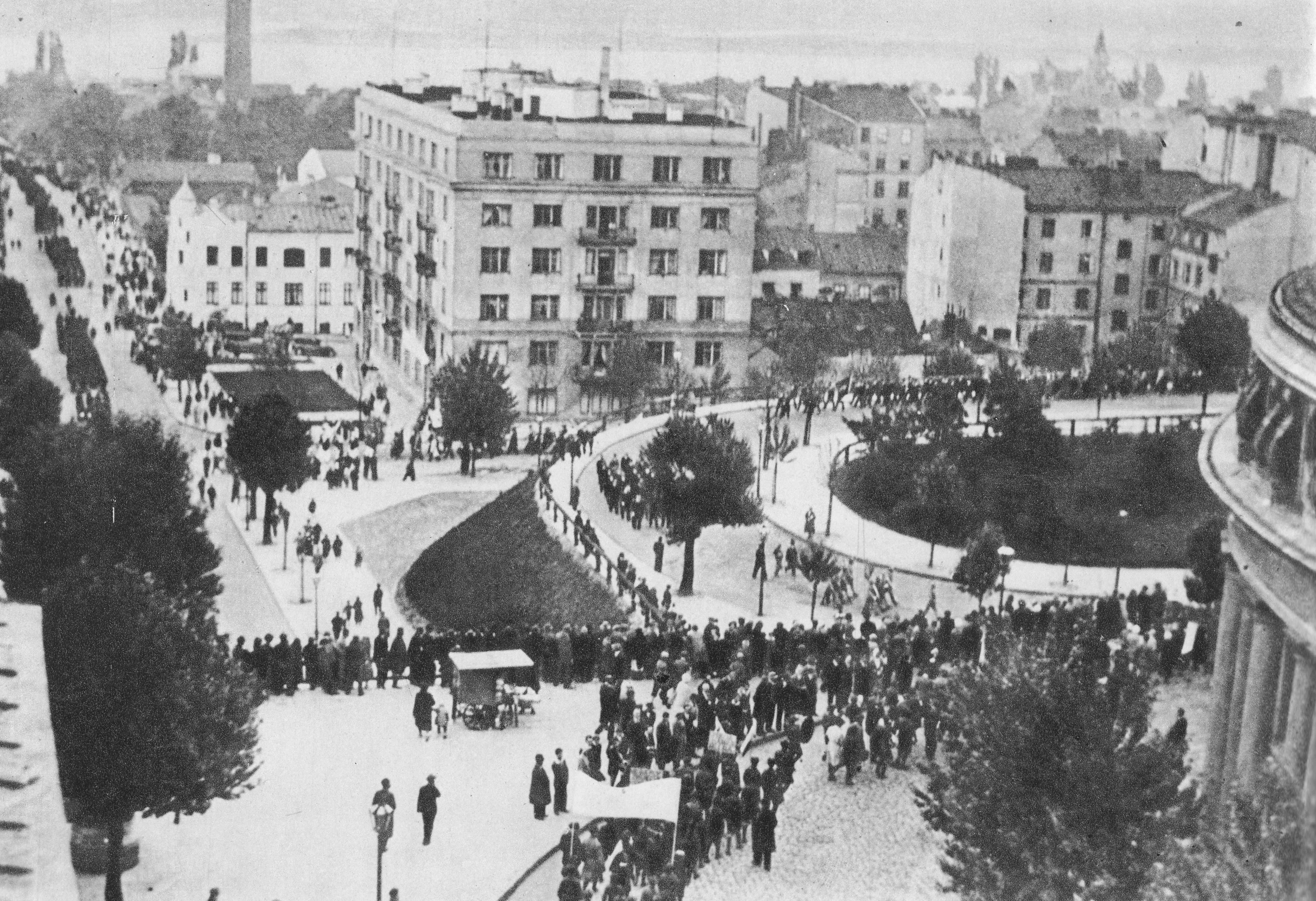
Wiadukt i jego otoczenie w czerwcu 1933 roku

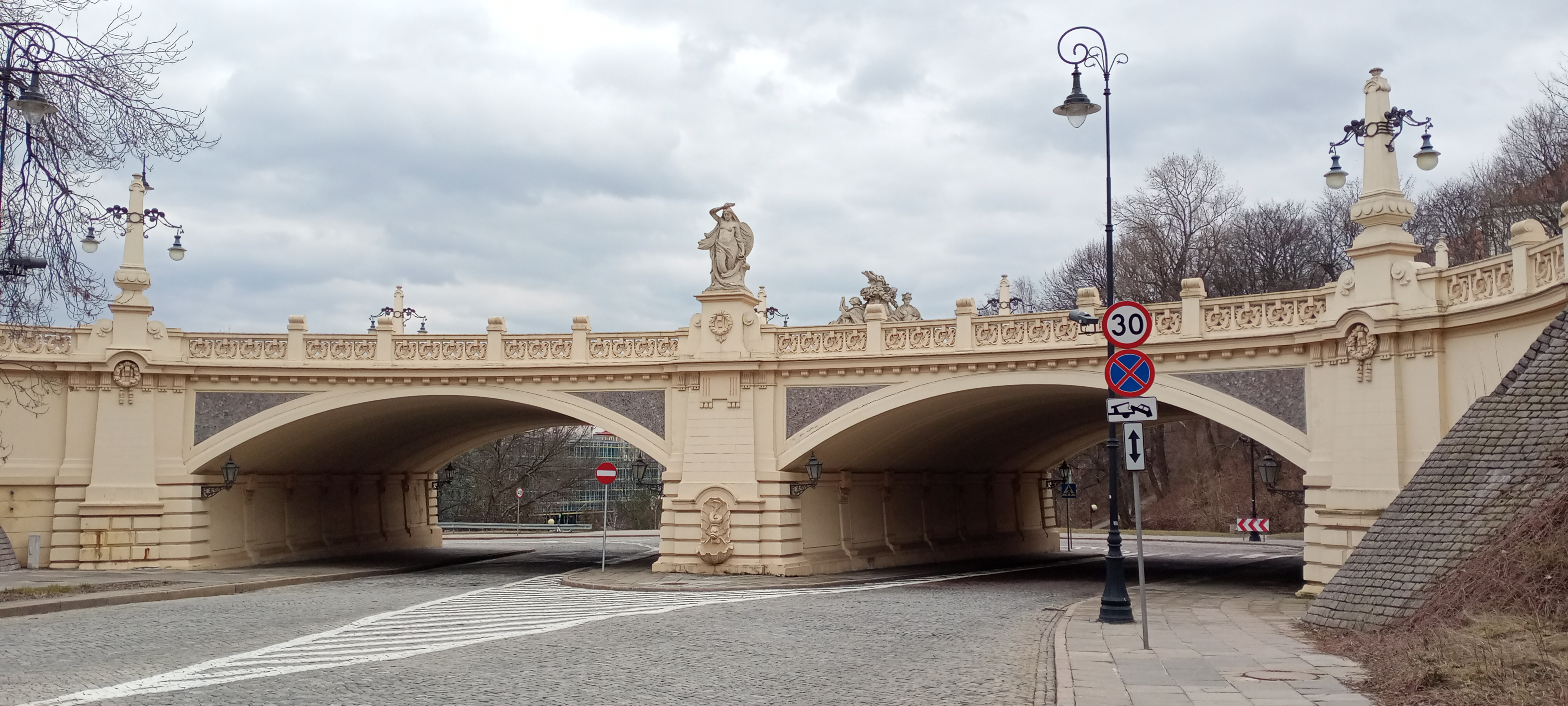
Wiadukt od strony północnej (2021)

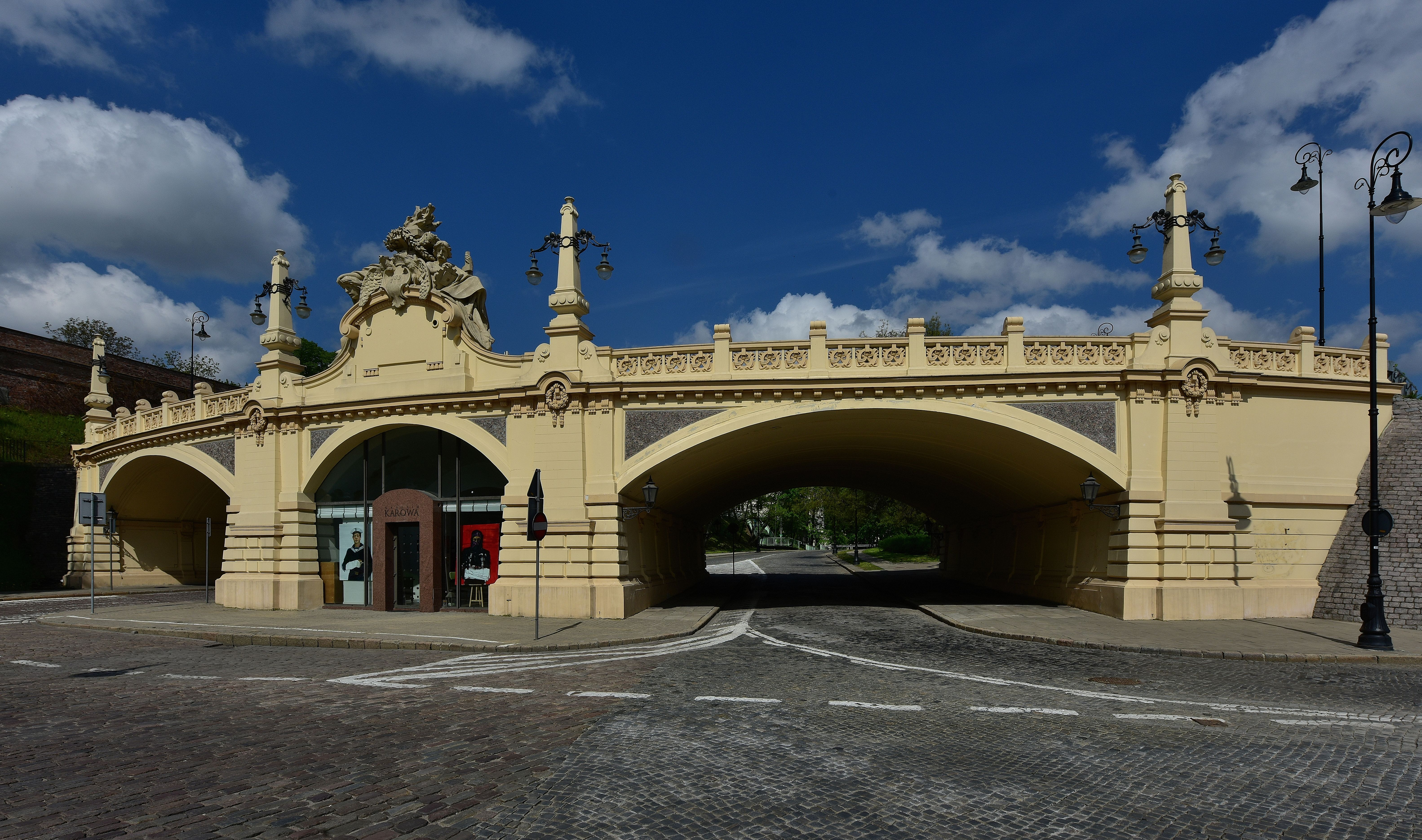
Wiadukt od strony południowo-wschodniej (2017)

Wiadukt im. Stanisława Markiewicza – wiadukt drogowy w stylu neorenesansowym, znajdujący się w ciągu i nad ulicą Karową w Warszawie.
Powstał w latach 1902–1905. Projekt konstrukcji wykonał Karol Sommer, architektury Stefan Szyller, a Jan Woydyga zaprojektował wystrój rzeźbiarski.

## Historia
| Data      | Wydarzenie                             |
| --------- | -------------------------------------- |
| 1902      | projekt wiaduktu                       |
| 1903      | rozpoczęcie budowy                     |
| 1904      | zakończenie robót konstrukcyjnych      |
| 1905      | zakończenie budowy (oddanie do użytku) |
| 1965      | wpisanie wiaduktu do rejestru zabytków |
| 2006–2007 | generalny remont                       |

Poznanie historii wiaduktu jest trudne ze względu na to, że materiały dotyczące obiektu, znajdujące się w aktach wydziału technicznego magistratu miasta Warszawy, uległy całkowitemu zniszczeniu w czasie powstania warszawskiego, kiedy spłonęły w Arsenale wraz z Archiwum Zarządu Miejskiego.
Wiadukt połączył dwie dotąd niezależne części ulicy: górną na skarpie Krakowskie Przedmieście i dolną nad rzeką (Powiśle). Powstanie wiaduktu w ciągu ulicy Karowej wynikało z potrzeby przebudowy całej ulicy. Do 1895 była to wąska uliczka o szerokości 3 m, ostro opadająca ku Wiśle. Od strony Krakowskiego Przedmieścia uliczka zamknięta była bramą wzniesioną w 1856 według projektu Henryka Marconiego. Pierwotnie ulica ta nie była miejscem reprezentacyjnym, istniał przy niej zakład oczyszczania miasta, a ulica służyła do zwożenia śmieci. W planach projektowano bulwary, szerokie arterie, parki i luksusowe kamienice. Okolica wiaduktu miała stać się prestiżowa. Zmiany zachodziły powoli, a inwestycji nie zrealizowano. Zmiany pojawiały się wraz z budową i pracami wykończeniowymi wiaduktu.
Projekty poszerzenia ulicy Karowej i wybudowanie zjazdu o łagodnym spadku datowane są na lata 90. XIX w. Jeden z nich, opublikowany w 1900, zawiera projekt ślimakowego zjazdu z dwu-arkadowym wiaduktem. Ostateczny projekt konstrukcyjny opracował inż. K. Sommer dla firmy budowlanej inż. Arnolda Bronikowskiego. Datę wykonania projektu określa się na 1902, bowiem w lipcu 1902 wysłano go do zatwierdzenia władzom ministerialnym w Petersburgu. Budowę wiaduktu rozpoczęto na wiosnę 1903. Roboty konstrukcyjne zakończono w 1904. Z tego roku pochodzi niezrealizowana propozycja oblicowania wiaduktu okładziną kamienną zamiast stosowania tynku. Pomysłodawcy twierdzili, że wprowadzenie kamiennej okładziny powierzchni arkad nada wiaduktowi monumentalności. Na kartuszu po zewnętrznej stronie południowej balustrady znajduje się data 1905.
Patronem wiaduktu został lekarz Stanisław Markiewicz, twórca pierwszych w Polsce kolonii dla dzieci.
W 1965 roku wiadukt został wpisany do rejestru zabytków.
Podczas generalnego remontu (2006–2007) przywrócono kamienny bruk, a na podstawie archiwalnych zdjęć odtworzono (już jako elektryczne, a nie gazowe, jak pierwotnie) latarnie zawieszone na ozdobnych wysięgnikach, które w latach 40. XX wieku usunięto jako przejaw burżuazyjnego gustu.
Obecnie pod wiaduktem znajduje się galeria. Powyżej widoczny jest wczesnomodernistyczny budynek Polskiego Towarzystwa Higienicznego (arch. Jan Heurich). Tradycyjnie na wiadukcie odbywają się odcinki specjalne rajdów samochodowych, np. Rajdu Barbórki.

### Architektura
Koncepcję wiaduktu stworzyli inżynierowie Kajetan Mościcki i Kazimierz Dankowski. Ostateczny projekt konstrukcyjny opracował inż. K. Sommer dla firmy budowlanej inż. Arnolda Bronikowskiego. Jednak w największym stopniu zawdzięcza on swój wygląd Stefanowi Szyllerowi – autorowi eklektycznej oprawy architektonicznej. Architekt nawiązywał do historycznych form architektury, czerpiąc szczególnie z renesansu i baroku. Zaprojektował wiele warszawskich budynków, m.in. budynki Politechniki, gmach Zachęty, Starą bibliotekę UW i bramę Uniwersytetu Warszawskiego. Był też autorem wystroju mostu Poniatowskiego, z neorenesansowymi wieżycami, ławami i balustradami.
Wiadukt Markiewicza zdobią kompozycje rzeźb Jana Woydygi. Zjeżdżający na Powiśle oglądają piękną młodą Syrenę. W centralnej części wiaduktu umieszczono kompozycję rzeźbiarską: kobieta w koronie z miejskich murów symbolizuje Warszawę, w jednej dłoni trzyma księgę, w drugiej – atrybuty nauki i sztuki. Obok siedzi wąsaty siłacz z kołem zębatym i mieczem – to alegoria pracy. Nad nimi, na kamiennej kolumnie ozdobionej wieńcem – oznaką chwały – płonie znicz symbolizujący oświatę. Groźnie wyglądający mężczyzna z falującą mokrą brodą i włosami to Wisła.